# Мухоловка атласька

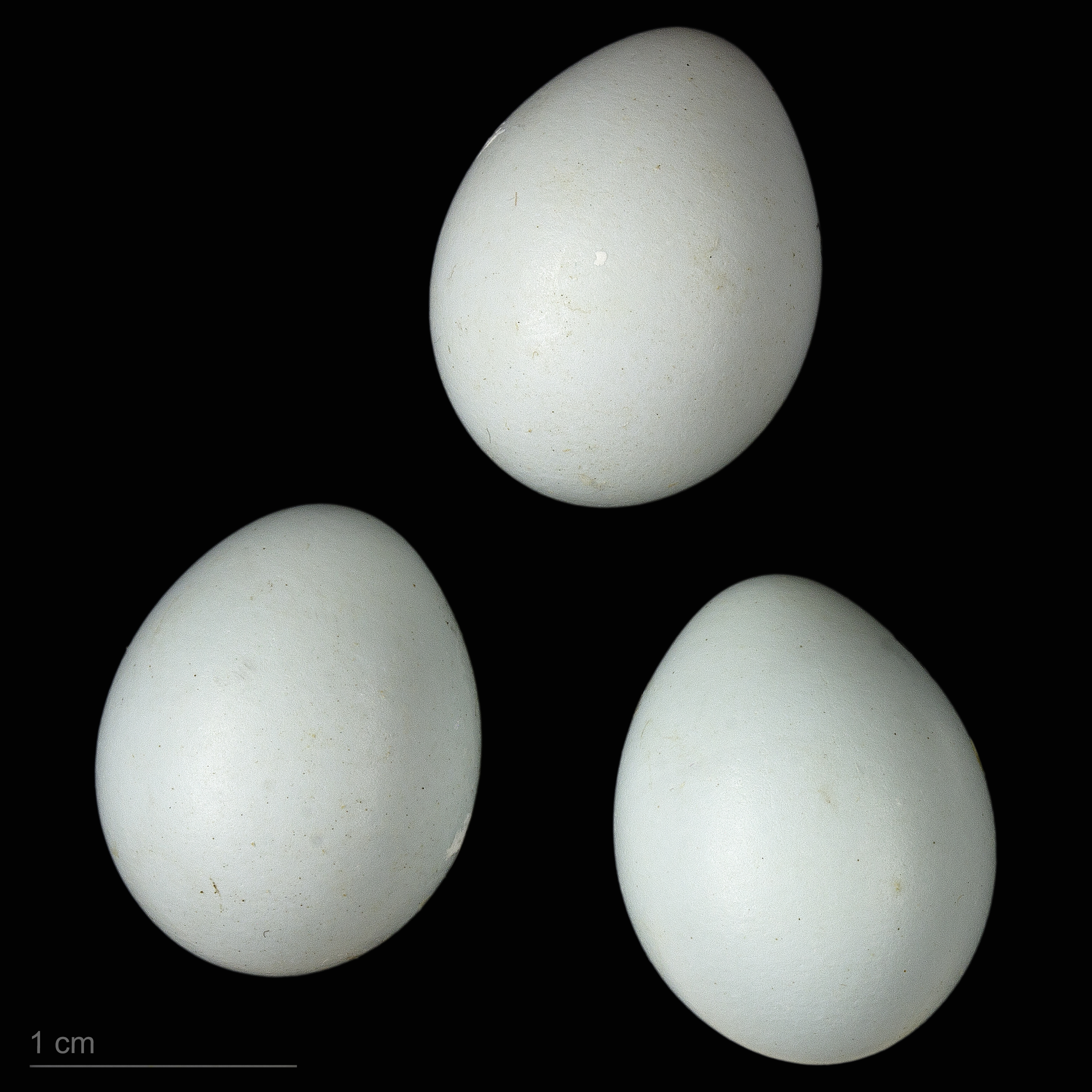
яйце Ficedula speculigera - Тулузький музей

Мухоло́вка атласька (Ficedula speculigera) — вид горобцеподібних птахів родини мухоловкових (Muscicapidae). Мешкає в регіоні Магрибу, зимує у Західній Африці. Раніше вважався підвидом строкатої мухоловки, однак був визнаний окремим видом.

## Поширення і екологія
Атлаські мухоловки гніздяться в Атлаських горах на території Марокко, Алжиру і Тунісу. Взимку вони мігрують до Західній Африці. Бродячі птахи спостерігалисчя в Іспанії, Італії і на Мальті. Атлаські мухоловки живуть в кедрових, дубових і соснових (Pinus halepensis) лісах, в пальмових гаях і садах. Живляться комахами.